# Disperis katangensis
Disperis katangensis är en orkidéart som beskrevs av Victor Samuel Summerhayes. Disperis katangensis ingår i släktet Disperis och familjen orkidéer.

## Underarter
Arten delas in i följande underarter:
- D. k. katangensis
- D. k. minor